# Милюкова, Антонина Ивановна
Антонина Ивановна Милюкова (4 августа [16 августа] 1848 — 18 февраля [3 марта] 1917) — русская мемуаристка, жена П. И. Чайковского.

## Биография
Антонина Милюкова родилась 4 августа 1848 года в дворянской семье Ивана Андреевича Милюкова (1811—1871) и его супруги Ольги Никаноровны (1821—1881), урожд. Яминской, дочери ярославского помещика, генерал-майора Никанора Васильевича Яминского, участника Бородинского сражения. Семья была многодетной, но дожили до взрослого возраста кроме самой Антонины Ивановны, трое: братья Александр (1840—1885) и Михаил (1845—1869), а также сестра Елизавета (1842—1912). 
Когда Антонина была ещё маленькой, её мать оставила мужа и детей, забрав с собой лишь ее — младшую. Девочка воспитывалась в частном пансионе, но в семилетнем возрасте по решению суда была возвращена отцу: жила и воспитывалась в его имении, в Клинском уезде. В 1858 году Антонина была определена «на своекоштное содержание» в Московский Елизаветинский институт, который окончила в 1865 году. В 1873 году поступила в Московскую консерваторию, в класс фортепиано и теории Эдуарда Лангера. Учёбу в консерватории прекратила по неизвестным причинам.
В мае 1872 года в гостях у брата Александра Антонина познакомилась с композитором Петром Чайковским. После пяти лет непростых отношений 6 (18) июля 1877 года в церкви Святого Георгия на Малой Никитской улице в Москве состоялось венчание. На свадьбе было два свидетеля — брат Чайковского Анатолий и его бывший ученик, скрипач Иосиф Котек. Остальных родственников и друзей известили об этом событии позже. Чайковский пишет в письме от 23 июня 1877 года: главное достоинство своей будущей жены он видит в том, что она была влюблена в него «как кошка». При этом биографы Чайковского отмечают, что при этом она была неумна и не отличалась особыми достоинствами. Из-за гомосексуальности Чайковского брак распался уже через несколько недель. В силу разных обстоятельств супруги не смогли развестись, но жили раздельно. Профессор Московской консерватории Николай Кашкин сообщал в своих воспоминаниях о неудачной попытке самоубийства композитора в сентябре 1877 года в связи с кризисом отношений Чайковского и Милюковой.
В письме к Надежде Филаретовне фон Мекк от 21 мая 1881 Чайковский пишет, «что известная особа, про которую Вы спрашиваете, держит себя в последнее время тихо и смирно и вот отчего. Она перед прошлой зимой сошлась с каким-то господином и произвела на свет ребенка, отданного в Воспитательный дом». В 1886 Милюкова писала в письмах к Чайковскому о трёх детях, один из которых назван в его честь.
После смерти Чайковского в 1893 она написала воспоминания о своём замужестве, опубликованные в 1894 году и переизданные в 1913 году. Широкой известности эта книга не получила. В своих воспоминаниях Милюкова никак не критиковала Чайковского.
В октябре 1896 года Милюкова попала в больницу для душевнобольных Святого Николая Чудотворца, где ей поставили диагноз «хроническая паранойя». В 1901 году была помещена в дом призрения душевнобольных на станции Удельная (дом призрения существует и сейчас — Санкт-Петербургское государственное казенное учреждение здравоохранения «Городская психиатрическая больница №3 имени И.И. Скворцова-Степанова»). Александр Николаевич Познанский пишет, ссылаясь на  историю болезни, что острые приступы бреда, галлюцинаций часто сменялись периодами спокойного и вполне разумного поведения. 
Антонина Чайковская умерла под Санкт-Петербургом 18 февраля 1917 года от воспаления легких и была похоронена на Северном кладбище (могила не сохранилась).

## В культуре
Антонина Милюкова — главная героиня фильма Кирилла Серебренникова «Жена Чайковского» (2022), её сыграла актриса Алёна Михайлова.